# Régine Pernoud
Régine Pernoud (* 17. Juni 1909 in Château-Chinon (Ville), Département Nièvre; † 22. April 1998 in Paris) war eine französische Mediävistin sowie Archivarin und Paläographin.

## Leben
Régine Pernoud wuchs in Marseille in bescheidenen Verhältnissen auf. Schon früh war sie entschlossen, sich nie der traditionellen bürgerlichen Kultur und ihrem beschränkten Klassizismus anzupassen. Ihr Studium finanzierte sie als Privatlehrerin und als Archiv-Angestellte. Sie absolvierte 1929–1932 die École nationale des chartes, dort entdeckte sie für sich das Mittelalter, seine Gesellschaft und seine Kunst, sie begeisterte sich dafür und empfand es als Befreiung von den klassischen Traditionen. Darauf lebte sie von verschiedenen zeitlich befristeten Aufträgen und allerlei Gelegenheitsarbeiten. Die Kriegszeit verlebte sie zum größten Teil zusammen mit der Mutter und einer Schwester außerhalb von Paris, zuletzt lange im Süden in bäuerlicher Umgebung. Dort vollendete sie ihr erstes Buch über das Mittelalter, Lumière du Moyen Âge, welches 1946 erschienen ist und große Beachtung fand. Um dieselbe Zeit hielt sie an der Universität von Aix-en-Provence Gastvorträge über moderne Kunst, in der Vorbereitung dazu lernte sie zahlreiche Künstler kennen. Mit Henri Matisse war sie seither freundschaftlich verbunden. Auch besuchte sie damals den Kurs in Museologie der École du Louvre in Paris. 1947 erhielt sie endlich ihre erste Anstellung als Kuratorin am Museum von Reims. Sie brachte frischen Wind in die verstaubten Räume, veranstaltete Sonderausstellungen und organisierte Besuche von Schulklassen und Vereinen. Im selben Jahre 1947 begann die Zeitschrift Paris-Match zu erscheinen, zu deren Gründern ihr Bruder Georges Pernoud gehörte.
Zwei Jahre später wurde Régine Pernoud Konservatorin in den Archives nationales in Paris mit dem Auftrag, das dort im Hôtel de Soubise untergebrachte Musée de l’histoire de France zu betreuen. Sie ließ die Säle renovieren – selbst elektrische Installationen hatten noch gefehlt – und richtete sie neu ein, organisierte eine erste große Ausstellung über Wappen und Siegel, etablierte einen didaktischen Dienst für den Besuche von Schulklassen und setzte sich dafür ein, das Archiv in der Öffentlichkeit bekannter zu machen. Noch 1949 konnte sie mit einem Fulbright-Stipendium für drei Monate die USA besuchen. Dort erwarb sie sich auch ein Hörgerät, das sie von einer Behinderung befreite, welche sie seit der Jugendzeit belastet hatte. Sie begeisterte sich für das Land, seine Kultur und die Kunst der Indianer, und sie studierte die dort übliche Art der Öffentlichkeitsarbeit von Museen. – Nach einigen Jahren wurde Régine Pernouds Stellung im Archiv schwierig, sie hielt dann Vorlesungen in den USA und war daran, sich dort niederzulassen, erst ein Wechsel in der Leitung (1959 wurde André Chamson Direktor der Archives Nationales) und die Förderung durch André Malraux brachten die Wende: In der Folge konnte sie mehrere große Ausstellungen im Archiv und anderswo realisieren. Nachdem sie ihre Stelle altershalber aufgegeben hatte, wirkte sie noch von 1974 bis 1985 als Leiterin des von ihr mit Unterstützung von Malraux gegründeten Dokumentations- und Forschungszentrums Centre Jeanne d’Arc in Orléans.

## Werk
Régine Pernoud sah im christlichen Mittelalter eine Epoche, in welcher vieles besser gewesen sei als im darauffolgenden bürgerlichen Zeitalter. Insbesondere hätten die Frauen damals mehr gegolten, als die spätere, von Männern dominierte universitäre Forschung wahrhaben wollte. In Büchern und Vorträgen, durch Ausstellungen, Presse und Medien hat sie veraltete Vorstellungen widerlegt und dazu beigetragen, dass das Interesse am Mittelalter wuchs und z. B. die romanische Kunst geradezu populär wurde. Ein Schwerpunkt ihres Interesses galt dem Leben und Wirken der Johanna von Orléans. In ihren für ein breites Publikum bestimmten Werken hielt sie sich streng an die gesicherten Fakten, erzählte diese aber unterhaltend und spannend. Manche ihrer Werke sind in viele Sprachen übersetzt und haben weite Verbreitung gefunden, etwa Königin der Troubadoure: Eleonore von Aquitanien. Sie war auch wissenschaftliche Beraterin des ins Deutsche übersetzten Kinderbuches So lebten sie in den Burgen des Mittelalters (Hamburg 1981) von Philippe Brochard.

## Schriften (Auswahl)
- 1946: Lumière du Moyen Age
- 1953: Vie et mort de Jeanne d’Arc
- 1957: Les Gaulois
- 1959: Jeanne d’Arc
- 1959: Les Croisés
- 1960: Les Croisades (deutsch: Die Kreuzzüge in Augenzeugenberichten. Rauch, Düsseldorf 1961)
- 1960: Histoire de la bourgeoisie en France
- 1962: Jeanne d’Arc par elle-même et par ses témoins
- 1965: Aliénor d'Aquitaine (deutsch: Eleonore von Aquitanien. Königin der Troubadoure. Diederichs, Düsseldorf 1966)
- 1969: 8 mai 1429. La libération d'Orléans
- 1970: Jeanne devant les Cauchons
- 1970: Héloise et Abélard (deutsch: Heloise und Abaelard. Ein Frauenschicksal im Mittelalter. Kösel, München 1991, ISBN 3-466-34267-8)
- 1972: La Reine Blanche (deutsch: Herrscherin in bewegter Zeit. Blanca von Kastilien, Königin von Frankreich)
- 1974: Les Templiers
- 1977: Pour en finir avec le Moyen Age
- 1980: Sources et clefs de l’art roman (mit Madeleine Pernoud)
- 1981: Jeanne d’Arc
- 1982: Christine de Pisan. Calmann-Lévi, Paris 1982, ISBN 2-7021-0460-6 (deutsch: Christine de Pizan. Biographie. Mit einem Vorwort von Margarete Zimmermann. DTV, München 1990, ISBN 3-423-11192-5)
- 1982: Le Tour de France médiéval (mit Georges Pernoud)
- 1983: La Femme au temps des cathédrales
- 1983: Le Moyen Age raconté à mes neveux
- 1984: Les saints au Moyen Age (deutsch: Die Heiligen im Mittelalter)
- 1988: Richard Coeur de Lion (deutsch: Der Abenteurer auf dem Thron. Richard Löwenherz, König von England. Diederichs, München 1994, ISBN 3-424-01199-1)
- 1990: Le Moyen Age pour quoi faire?
- 1992: Villa Paradis. Souvenirs recueillis par Jerôme Pernoud. Stock, Paris 1992, ISBN 2-234-02480-3.
- 1994: Hildegarde de Bingen. Conscience inspirée de XIIe siècle (deutsch: Hildegard von Bingen. Ihre Welt, ihr Wirken, ihre Visionen. Herder, Freiburg im Breisgau 1996, ISBN 3-451-23677-X)

## Auszeichnungen
- 1966: Preis „Historia“
- 1978: Grand Prix de la Ville de Paris
- 1997: von der Académie française für ihr Gesamtwerk ausgezeichnet